# GGTS

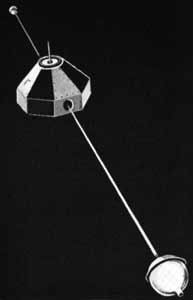
Družice Gravity Gradient Technology Satellite (GGTS) z roku 1966 pro výzkum a využití gradientu zemské tíže.

GGTS bylo označení řady amerických umělých družic Země, určených na výzkum a využití gradientu zemské tíže pro geostacionární družice stabilizací na synchronní dráze.

## Vypuštěné družice
- GGTS 1 (46 kg) startovala 16. června 1966 na dráhu blízkou synchronní dráze (33 700 km). Na oběžnou dráhu z raketové základny Eastern Test Range ji dopravila raketa Titan 3C